# SA-6 (Apollo)
Ne doit pas être confondu avec le missile soviétique 2K12 Kub, désigné « SA-6 » par l'OTAN.
SA-6, pour « Saturn Apollo-6 », également désigné A-101,, (COSPAR ID : 1964-025A, SATCAT No. 800), fut le sixième vol du lanceur américain Saturn I et le deuxième vol de sa deuxième version, aussi désignée « Block II ». Il fut le premier vol à lancer une maquette (aussi désignée « simulateur de masse », ou « boilerplate ») du module de commande Apollo en orbite terrestre basse.
Prenant place au cœur de la montée en puissance du programme Apollo, SA-6 décolla le 28 mai 1964 de Cap Canaveral, en Floride, pour des essais se déroulant sur quatre orbites, soit un vol d'environ six heures. Le vaisseau et son étage supérieur effectuèrent toutefois un total de 54 orbites avant de rentrer dans l'atmosphère et retomber dans l'Océan Pacifique, le 1er juin 1964.
Le vol ne connût qu'une seule anomalie : l'un des huit moteurs du premier étage se coupa prématurément, mais le système de guidage de la fusée compensa ce problème par une combustion plus longue des sept moteurs restants. Le vol SA-6 fut suivi par quatre vols supplémentaires pour vérifier les caractéristiques aérodynamiques des modules de commande et de service Apollo (CSM), ainsi que de leur tour de sauvetage.

## Objectifs de la mission
Lors des cinq premiers vols de la fusée Saturn I, cette dernière avait reçu un cône de nez de fusée Jupiter-C, une pièce largement éprouvée qui permettait aux ingénieurs de se focaliser sur le développement du lanceur. Afin de vérifier les caractéristiques aérodynamiques du module de commande et de service Apollo (ou CSM, pour « Command and Service Module »), le vol SA-6 embarquait une maquette du module de commande,, surnommée « boilerplate » (en français : « tôle d'acier de haute qualité relativement épaisse utilisée dans la construction d'une chaudière »), jouant en fait le rôle de simulateur de masse. Désignée « BP-13 » — pour « Boilerplate-13 » — elle avait une masse de 7 700 kg et reproduisait la forme et la taille du module de commande « réel » totalement équipé,. Le vaisseau reçut également une tour de sauvetage factice. Le tout était fixé au sommet d'un module de service factice réalisé en aluminium, qui restait fixé au deuxième étage S-IV et à sa case à instruments. En orbite, l'ensemble formé par le CSM et le deuxième étage avaient une masse de 16 900 kg.
La maquette du CSM était équipée de 116 capteurs, enregistrant les contraintes, la pression et les accélérations rencontrées au cours du vol. Elle était également équipée de trois installations de télémesure

## Vol

### Préparation pré-vol
La préparation pré-vol de la mission SA-6 arriva avec son lot de nouveautés, de problèmes et de reports de calendrier, mais elle demeura bien moins pénible que celle du vol SA-5, qui dura 70 jours de plus que la moyenne du temps de préparation des vols restants SA-6 à SA-10, qui était de 91 jours.
La maquette (boilerplate) du vaisseau Apollo utilisée lors de ce vol, la BP-13 (maquette no 13), était l'une des trente maquettes du vaisseau construites par North American pour les essais préliminaires du programme Apollo. Le Centre des vols habités (Manned Spacecraft Center, MSC) avait déjà procédé à plusieurs tests de boilerplates sur le centre d'essais de White Sands, afin de tester le vaisseau pour des impacts sur le sol et la surface de l'eau, le système de parachutes de récupération, les système d'abandon au lancement, et effectuer des essais de flottaison et des simulations d'évacuation d'urgence en mer. Le vol SA-6 fut l'occasion de vérifier la compatibilité du vaisseau avec un lanceur de type Saturn.
La vérification de la maquette BP-13 avait commencé en décembre 1963 lorsque G. Merrit Preston, directeur des opérations au secteur  Florida Operations du Manned Spacecraft Center à Houston, au Texas, envoya George T.
Sasseen et une équipe de quarante personnes à l'usine de Downey du constructeur North American, en Californie. Pendant deux mois, les équipes de la NASA et de North American soumirent la BP-13 à de nombreuses séries de tests intensifs, allant de simples vérifications sur la ligne d'assemblage à des vols simulés. Le vaisseau subit une nouvelle longue série de tests après avoir été transféré en Floride. Début avril, l'équipe était prête à arrimer la maquette au sommet de la fusée. Pendant les six semaines suivantes, l'équipe résolut divers problèmes liés aux systèmes de refroidissement du vaisseau et au mécanisme de largage de la tour de sauvetage factice. Un temps important fut également passé à vérifier les systèmes de télémesure et des 116 capteurs qui devaient enregistrer les réponses structurelles et thermiques du vaisseau pendant son vol.

### Lancement

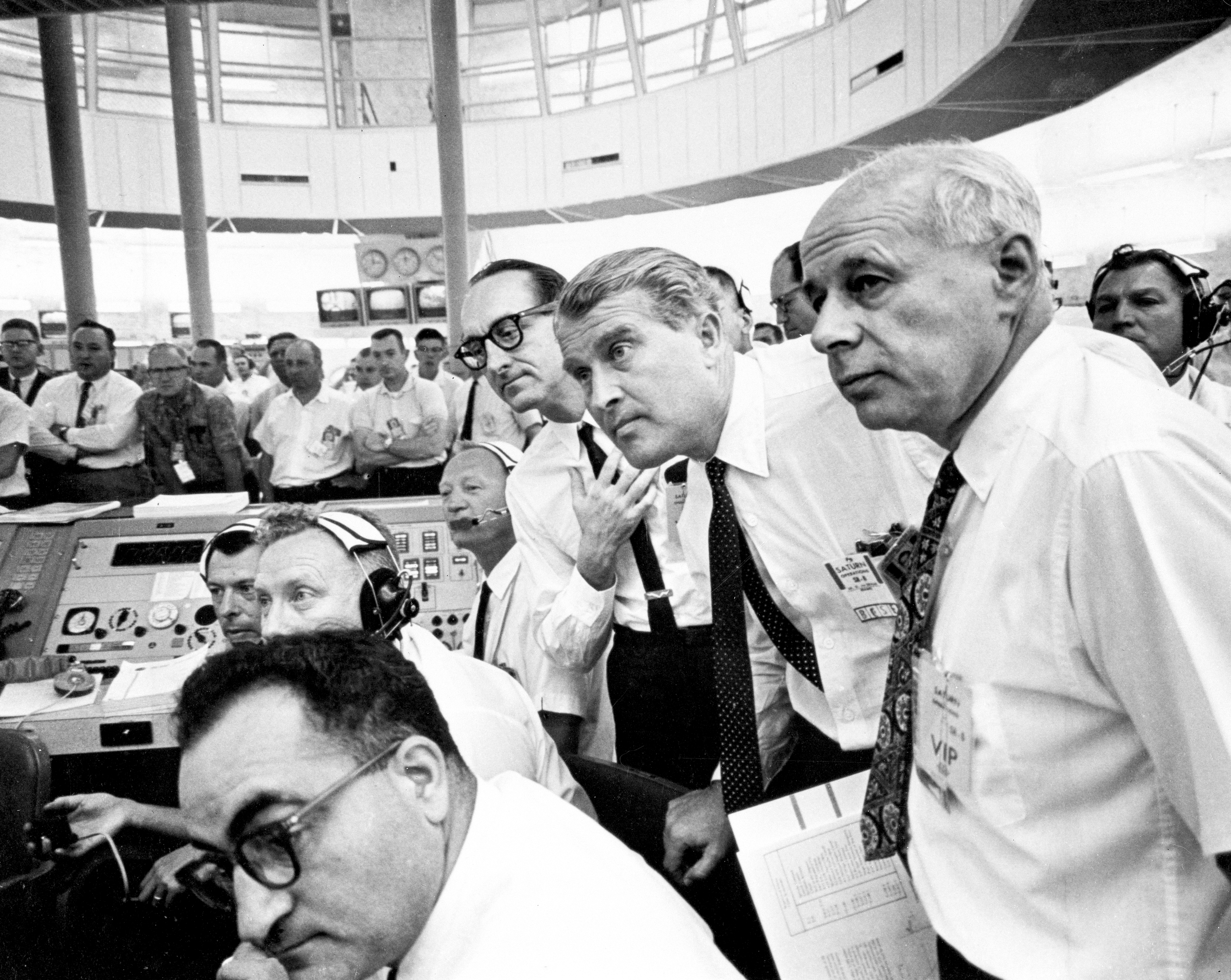
George Mueller, Wernher von Braun, et Eberhard Rees observent le lancement de SA-6 depuis la salle de lancement.

Il ne fallut pas moins de trois tentatives pour parvenir à lancer la fusée.
La première tentative, le 20 mai, fut annulée après que l'oxygène liquide ait endommagé un treillis métallique pendant un test, entraînant une contamination du carburant. La deuxième tentative de lancement, six jours plus tard, se déroula sans problème jusqu'à 115 minutes du lancement, lorsqu'un compresseur de climatisation défaillant entraîna une surchauffe du système de guidage de la fusée. Le lancement fut alors à nouveau reporté.
Le 28 mai, jour de la troisième tentative de lancement, l'équipe au sol dut à nouveau affronter quelques problèmes récurrents et ordonner plusieurs arrêts de compte-à-rebours. Des vapeurs d'oxygène liquide émanaient de l'étage S-IV troublant la liaison visuelle entre une fenêtre optique à l'intérieur de la case à équipements de la fusée et un théodolite à terre. Le problème disparut après un arrêt de décompte de 38 minutes, lorsque le vent éloigna les vapeurs de la fusée. Toutefois, il fallut ajouter une autre heure d'arrêt le temps de régler un problème avec un clapet de remplissage de l'oxygène liquide. Le problème optique entre la case a équipements et le théodolite réapparut enfin dans les dernières minutes du décompte, cette fois causé par des vapeurs émanant de la tour de service. Ce théodolite était nécessaire pour que l'ordinateur du compte-à-rebours permette le lancement de la fusée. Si sa vision était obstruée, il annulait le lancement trois secondes avant l'heure prévue, par mesure de sécurité. Les ingénieurs le jugèrent finalement non-critique et bricolèrent rapidement l'ordinateur pour se passer de lui, permettant aux opérations de lancement de reprendre normalement, 75 minutes plus tard.
La fusée décolla finalement le 28 mai 1964 à 17 h 7 min 0 s UTC depuis le LC-37B (en), à Cap Canaveral,,. Le vol se déroula de façon nominale jusqu'à 117,3 secondes après le décollage, moment où le moteur H-1 no 8 du premier étage s'éteignit prématurément,, 24 secondes en avance sur l'heure prévue. Contrairement au test réalisé lors du vol SA-4, cet arrêt n'était pas prévu, mais la fusée compensa parfaitement le problème en brûlant les ergols restants dans les sept moteurs encore fonctionnels pendant 2,7 secondes de plus que la durée initialement prévue, ainsi qu'en ajustant automatiquement son orientation pour ne pas sortir de sa trajectoire prévue,. Cet événement, seule défaillance connue subie par un moteur H-1 au cours des quinze lancements des fusées Saturn I et Saturn IB, mit en évidence la capacité de la fusée à gérer une panne de moteur pendant le vol (en anglais : "engine-out" capability),.
Le premier étage se sépara et le deuxième alluma ses moteurs. Dix secondes plus tard, la tour de sauvetage fut larguée comme prévu. Pendant ce temps, huit nacelles contenant des caméras qui avaient été conçues pour observer la séparation des deux étages avaient été larguées pour être récupérées sur Terre. Le deuxième étage s'arrêta 624,5 secondes après le lancement — soit 1,26 secondes plus tôt que prévu —, avec l'étage et la maquette du vaisseau Apollo placés sur une orbite de 182 × 227 km,. Les systèmes de télémesure continuèrent à transmettre les données récoltées par les capteurs jusqu'à l'épuisement des batteries, au cours de la quatrième orbite. Le véhicule effectua un total de 54 orbites, retombant dans l'atmosphère à l'est de l'île de Canton, dans l'Océan Pacifique, le 1er juillet 1964,.

## Analyse post-lancement
Le vol SA-6 fut un succès, tous les objectifs de la mission ayant été remplis comme prévu,,.
La télémesure parvint à transmettre toutes les données souhaitées en continu pendant tout le vol, à l'exception d'une petite coupure de trois secondes pendant la séparation des deux étages. L'échauffement cinétique produit pendant l'ascension de la fusée produisit une valeur de température maximale sur la structure de la tour de sauvetage 20 % en dessous de la limite prévue à la conception du lanceur, qui était de 288 °C. L'analyse des données de pression, contraintes et accélérations enregistrées pendant le vol indiquèrent que la structure du véhicule était adaptée aux divers domaines de vol rencontrés.
Le cause de la défaillance du moteur no 8 du premier étage fut rapidement découverte par les ingénieurs lors de l'analyse des données retransmises par la télémesure. Ils déduisirent que les dents d'un des engrenages de la turbopompe de ce moteur avaient été arrachées, ce qui avait mené à son arrêt brutal pendant l'ascension de la fusée. Heureusement, les techniciens travaillant au Centre Marshall et à Rocketdyne avaient effectué de nombreux tests de la turbopompe au sol et en avaient déjà déduit qu'elle était trop fragile et qu'il fallait repenser sa conception. Une modification déjà prévue concernait justement la largeur des dents des engrenages, et ce nouveau modèle de pompe était déjà prévu pour voler lors de la mission SA-7. Cet incident ne remit alors pas en cause le calendrier des vols prévus du lanceur Saturn I et il n'y eut plus le moindre problème avec les moteurs H-1 en vol.